# 艾克豪斯方程
艾克豪斯方程(Eckhaus equation)是一个模拟色散介质中长波传播的二元非线性偏微分方程组.

{\displaystyle u(x,y,t)_{t}+v(x,t)_{x}+1.0*u(x,y,t)*(u(x,y,t)_{x})=0}
{\displaystyle v(x,t)_{xt}+u(x,y,t)_{xx}*v(x,t)+2*u(x,y,t)_{x}*v(x,t)_{x}+u(x,y,t)*(v(x,t)_{xx}+u(x,y,t)_{xx}+u(x,y,t)_{xxxx}+u(x,y,t)_{yy}=0}

## 行波解
Eckhaus 方程具有一批行波解：